# Boris Tapia
Boris Tapia Martínez (27 de agosto de 1941) es un pedagogo y político chileno, militante de Partido Demócrata Cristiano (PDC). Entre 2014 y 2018 desempeño como miembro del Consejo Regional del Maule, ocupando la presidencia del mismo durante igual periodo.
Anteriormente ejerció como diputado por el Distrito de Curicó entre 2002 y 2006.

## Biografía
Está casado y tiene cuatro hijos.
Titulado en Pedagogía en Castellano, fue funcionario por 36 años en el Servicio de Vivienda y Urbanismo (Serviu), donde llegó a ejercer como delegado provincial hasta agosto de 2001.

## Vida política
Militante del PDC, en 2001 fue elegido como diputado por el Distrito N.°36 representando a la Provincia de Curicó (comunas de Curicó, Teno, Romeral, Molina, Sagrada Familia, Hualañé, Licantén, Vichuquén y Rauco), para el LI Período Legislativo, donde fue integrante de la Comisión permanente de Trabajo y Seguridad Social y la de Vivienda y Desarrollo Urbano, así como miembro de la Comisión Investigadora de los Derechos de los Trabajadores y Comisión Especial sobre Seguridad Ciudadana y la Comisión Especial Cuerpos de Bomberos de Chile.
El 10 de abril de 2006, asumió como Secretario Regional Ministerial (SEREMI), de Economía y Energía; y como tal fue invitado por la presidenta Michelle Bachelet, para acompañarla en la firma del proyecto que sanciona con entre 541 días a 5 años de cárcel a quienes cometan actos colusivos, con la finalidad de afectar actividades económicas consideradas esenciales.
Retornó a la arena política el año 2013, al postular como candidato para las primeras elecciones directas de consejeros regionales de Chile, siendo elegido consejero regional por la Provincia de Curicó. Tras constituirse el Consejo Regional del Maule, fue elegido presidente de dicho Consejo.

## Historial electoral

### Elecciones parlamentarias de 2001
- Elecciones parlamentarias de 2001 a Diputados por el distrito 36 (Curicó, Teno, Romeral, Molina, Sagrada Familia, Hualañé, Licantén, Vichuquén y Rauco)[3]

### Elecciones de Consejeros Regional de 2013
- Elecciones de consejeros regionales de 2013, por la Provincia de Curicó[4]